# Suttertjärnen
Suttertjärnen är en sjö i Karlstads kommun i Värmland och ingår i Göta älvs huvudavrinningsområde. Sjön har en area på 0,057 kvadratkilometer och ligger 146,2 meter över havet. Sjön avvattnas av vattendraget Glumman.

## Delavrinningsområde
Suttertjärnen ingår i det delavrinningsområde (661000-139296) som SMHI kallar för Nedlagd mätstation. Medelhöjden är 168 meter över havet och ytan är 6,98 kvadratkilometer. Det finns inga avrinningsområden uppströms utan avrinningsområdet är högsta punkten. Glumman som avvattnar avrinningsområdet har biflödesordning 2, vilket innebär att vattnet flödar genom totalt 2 vattendrag innan det når havet efter 271 kilometer. Avrinningsområdet består mestadels av skog (61 procent), öppen mark (19 procent) och jordbruk (10 procent). Avrinningsområdet har 0,06 kvadratkilometer vattenytor vilket ger det en sjöprocent på 0,8 procent.